# Anoplodera
Genre
Anoplodera est un genre d'insectes coléoptères de la famille des Cerambycidae.

## Liste des sous-genres
Selon BioLib (7 juin 2020) :
- Anoplodera (Anoplodera) Mulsant, 1839
- Anoplodera (Anoploderomorpha) Pic, 1901
- Anoplodera (Falsojudolia) Pic, 1935
- Anoplodera (Robustanoplodera) Pic, 1954

## Liste d'espèces
En Europe, selon Fauna Europaea (13 juillet 2013) :
- Anoplodera nigroflava (Fuss, 1852)
- Anoplodera rufipes (Schaller, 1783) 
  - Anoplodera rufipes izzilloi Sama, 1999
  - Anoplodera rufipes rufipes (Schaller, 1783)
- Anoplodera sexguttata (Fabricius, 1775) syn. Leptura sexguttata Fabricius, 1775

Autres
- Anoplodera fulva (DeGeer)
- Anoplodera cordigera (Fuessly)

Selon EOL (13 juillet 2013) :
- Anoplodera antecurrens (Wickham, 1913)
- Anoplodera atramentaria (Ganglbauer, 1890)
- Anoplodera bicolorimembris Pic, 1954
- Anoplodera corvina Holzschuh, 1993
- Anoplodera peregrina Holzschuh, 1993
- Anoplodera porphyrophora (Fairmaire, 1889)
- Anoplodera pubevirens (Gressitt, 1935)
- Anoplodera rufihumeralis (Tamanuki, 1938)
- Anoplodera rufipes (Schaller, 1783)
- Anoplodera sexguttata (Fabricius, 1775)
- Anoplodera sibirica (Plavilstshikov, 1915)